# Julkowo (Dźwierzuty)
Julkowo (deutsch Julienhof) ist ein kleiner Ort in der polnischen Woiwodschaft Ermland-Masuren und gehört zur Gmina Dźwierzuty (Landgemeinde Mensguth) im Powiat Szczycieński (Kreis Ortelsburg).

## Geographische Lage
Julkowo liegt in der südlichen Mitte der Woiwodschaft Ermland-Masuren, 19 Kilometer nördlich der Kreisstadt Szczytno (deutsch Ortelsburg).

## Geschichte
Julienhof bestand in seinem Ursprung lediglich aus einem großen Hof und war ein Wohnplatz innerhalb des Gutsbezirks Rheinswein (polnisch Rańsk). Mit dem Zusammenschluss des Gutsbezirks Rheinswein mit der gleichnamigen Landgemeinde am 30. September 1928 kam Julienhof zur neuen Landgemeinde Rheinswein im ostpreußischen Kreis Ortelsburg.
Als 1945 in Kriegsfolge das gesamte südliche Ostpreußen an Polen überstellt wurde, war auch Julienhof davon betroffen und erhielt die polnische Namensform „Julkowo“. Heute ist der Ort eine Siedlung (polnisch Osada) innerhalb der Landgemeinde Dźwierzuty (Mensguth) im Powiat Szczycieński (Kreis Ortelsburg), bis 1998 der Woiwodschaft Olsztyn, seither der Woiwodschaft Ermland-Masuren zugehörig.

## Kirche
Bis 1945 war Julienhof in die evangelische Kirche Rheinswein in der Kirchenprovinz Ostpreußen der Kirche der Altpreußischen Union sowie in die katholische Kirche Mensguth im damaligen Bistum Ermland eingepfarrt.
Heute orientieren sich die Katholiken in Julkowo nach Targowo (Theerwisch) bzw. nach Rybno (Ribben) im jetzigen Erzbistum Ermland. Evangelischerseits ist Julkowo zur Kirche in Dźwierzuty ausgerichtet, jetzt eine Filialkirche der Pfarrei Szczytno in der Diözese Masuren der Evangelisch-Augsburgischen Kirche in Polen.

## Verkehr
Julkowo liegt an einer Nebenstraße, die von Rańsk an der Woiwodschaftsstraße 600 nach Grądy (Gronden) führt. Eine Anbindung an den Bahnverkehr besteht nicht.